# جائزة كوريا الكبرى 2011
جائزة كوريا الكبرى 2011 هو سباق فورمولا 1 أقيم بتاريخ 16 أكتوبر 2011 في جولا الجنوبية، كوريا الجنوبية. كان السادس عشر من أصل 19 في بطولة العالم لسباقات الفورمولا واحد موسم 2011. حلّ الألماني سباستيان فيتل أولا بينما جاء البريطاني لويس هاملتون في المركز الثاني وحصل على المركز الثالث الأسترالي مارك ويبر.